# Podregion Ylivieska
Podregion Ylivieska (fiń. Ylivieskan seutukunta) – podregion w Finlandii, w regionie Pohjois-Pohjanmaa.
W skład podregionu wchodzą gminy:
- Alavieska,
- Kalajoki,
- Merijärvi,
- Oulainen,
- Sievi,
- Ylivieska.